# Brittany Hayes
Brittany Hayes (Orange, 7 febbraio 1985) è una pallanuotista statunitense, vincitrice di una medaglia d'argento ai giochi olimpici di Pechino 2008.